# Катедральний собор Святого Олександра
Катедральний собор Святого Олександра (також костел Свято́го Олександра (лат. Ecclesia Catholica St. Alexandri) — католицький собор у Києві. Належить до Києво-Житомирської дієцезії Римо-католицької церкви в Україні. Розташований на вулиці Костельній Шевченківського району столиці. Збудований 1842 року. Один із двох київських римо-католицьких храмів XIX століття. Виконаний в стилі класицизму, хрестоподібний (квадратна) в плані, з високою головною банею та двома баштами, портиком при вході. Найстаріша з католицьких святинь Києва, що збереглися. 2001 року відвіданий папою Іваном Павлом II. Храмове свято — 3 травня.

## Історія

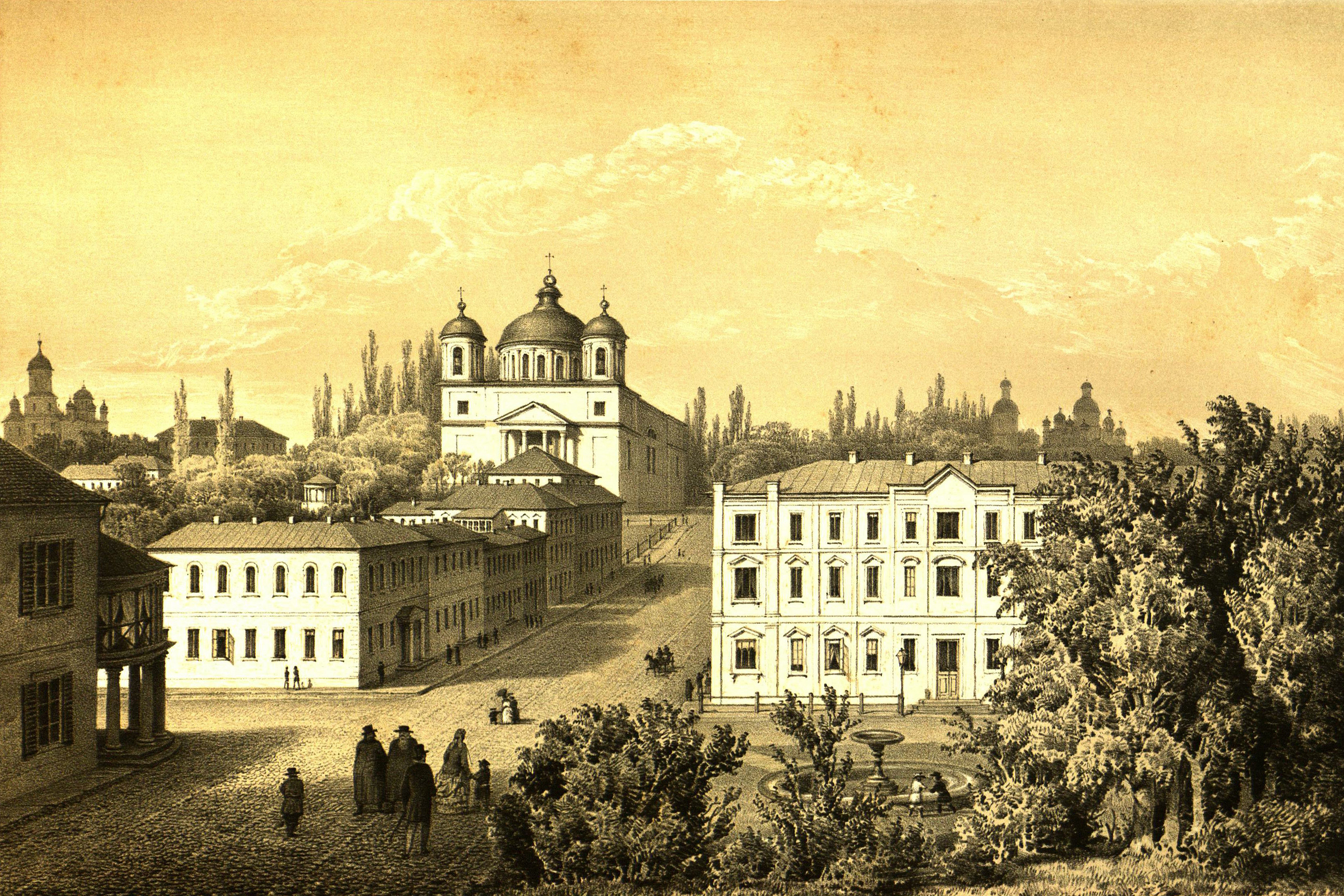
Наполеон Орда. Костел і Трьохсвятительська вулиця. 1870 рік

Храм стоїть на південному краю Михайлової або Володимирської гори, на розі вулиць Костельна та Трьохсвятительська. У часи малоповерхової забудови Хрещатика та Трьохсвятительської вулиці, він панував над центром міста (теперішніми Майданом Незалежності, Європейською площею, початком вулиці Грушевського (колишня Олександрівська). Місце для церкви було обране не випадково: під час урочистої зустрічі Олександра І в 1816 році саме тут, на майданчику давнього бастіону, на честь царя-переможця була влаштована грандіозна ілюмінація у вигляді тріумфальної арки.

### Заснування

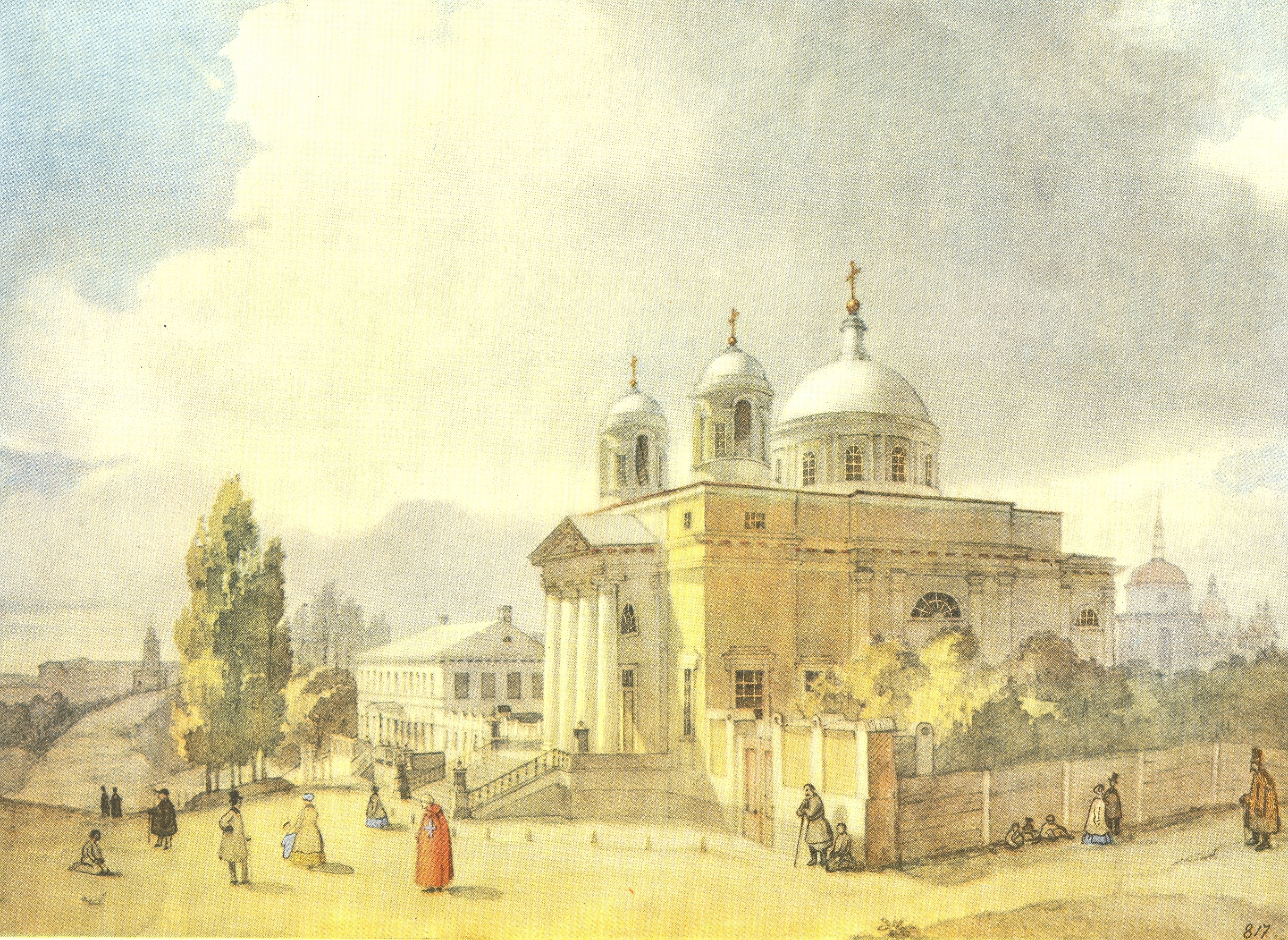
малюнок Олександрівського собору Тараса Шевченка

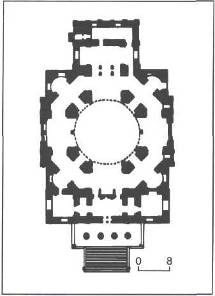
Франц Мехович. Костел св. Олександра, план, 1836 р.

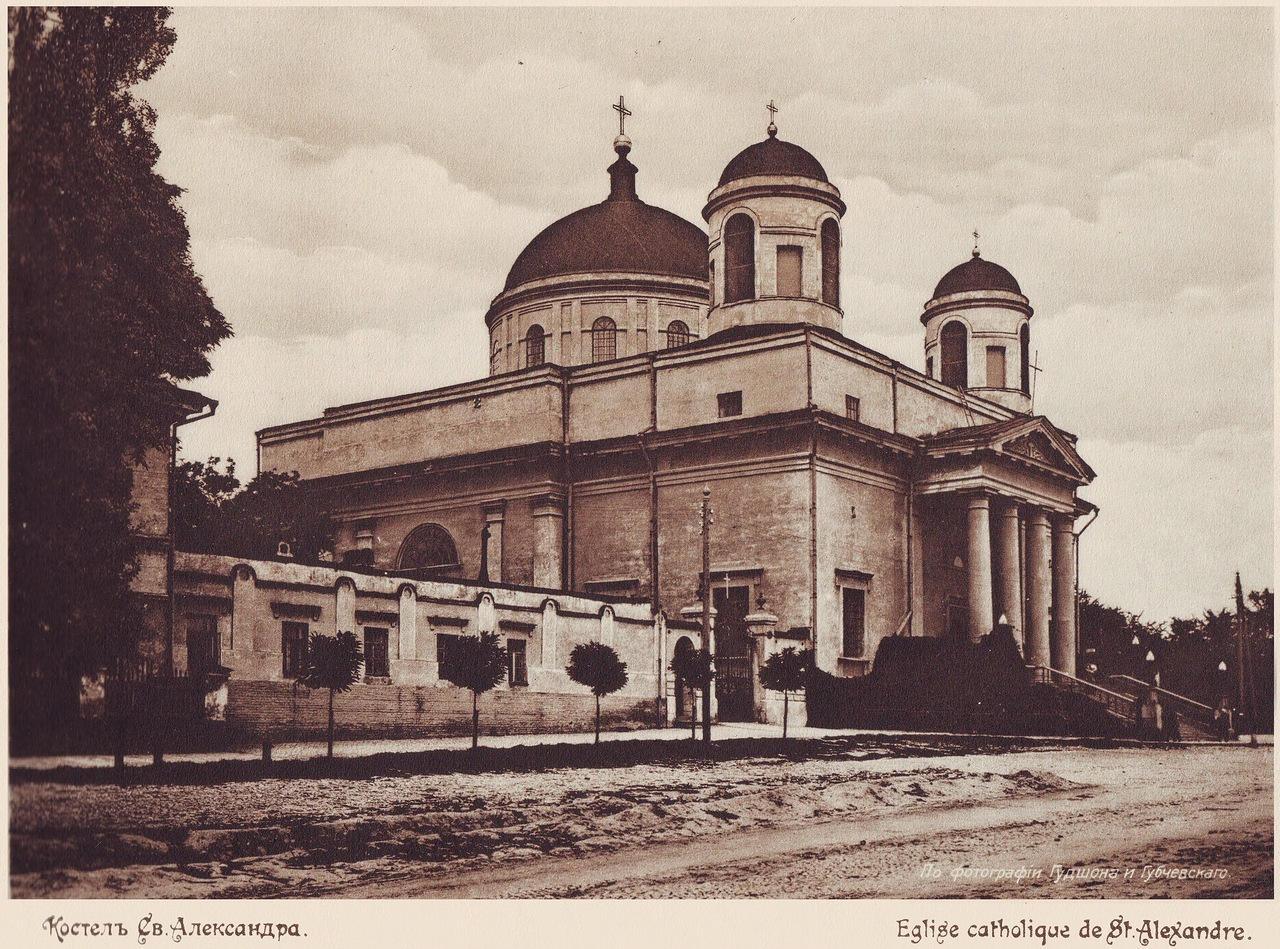
Костел Святого Олександра, 1911 рік

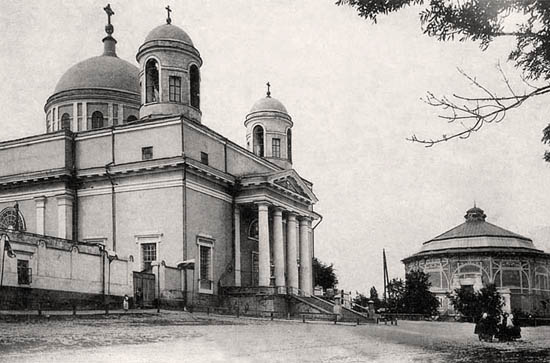
Фото початку XX століття. Поряд із церквою павільйон-панорама «Голгофа»

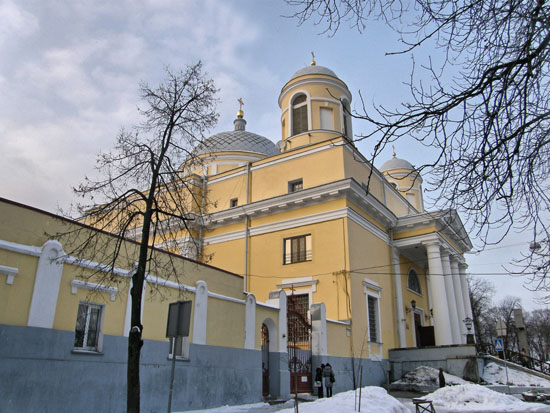
Сучасний вигляд Церкви

На початку XIX століття у Києві був лише один римо-католицький храм — дерев'яна церква. 1814 року вона згоріла, тому київські католики вирішили спорудити нову. Серед шляхтичів Київської губернії Російської імперії почався збір коштів. Розміри пожертв вираховувалися залежно від кількості кріпаків, що належали шляхтичу — 25 копійок із кожної «ревізської душі».
У березні 1814 року голова губернського дворянства граф Францішек Пйотр Потоцький написав листа імператору Олександру І з проханням дозволити будівництво римо-католицького храму. Дозвіл було отримано лише через рік, а ще через рік київська міська влада виділила землю під будівництво.
Закладення та освячення першого каменю церкви Святого Олександра відбулося у серпні 1817 року. Храм мусив належати Домініканському ордену. Автор первісного проєкту достеменно невідомий.
Будівництво храму йшло дуже поволі. Однією із причин було складне розташування ділянки. Вона розміщувалася на крутому схилі, який постійно доводилося укріплювати, поряд із дорогою. Жвава дорога до Михайлівського монастиря спричиняла постійне осипання ґрунту зі схилу. Крім того постійно відчувався брак коштів.
Первісно зібрана сума швидко закінчилась і домініканці були змушені знову просити гроші у губернських шляхтичів-католиків. Найбільші землевласники — Браницькі, Енгельгардти, Лопухіни відмовились вносити нові пожертви, тому кошти збирались лише серед дрібної київської шляхти. Цього було недостатньо і будівництво майже зупинилось. Ще гіршою ситуація з будівництвом стала після Польського повстання 1830–1831 років, коли отці-домініканці були вимушені залишити Київ. Недобудована споруда церкви почала руйнуватись. Проте 1835 року церкву врятували завдяки поміщику Антонію Савицькому, який пообіцяв виділити необхідну суму на добудову храму — 196 770 карбованців.
Новий проєкт для церкви Святого Олександра розробив архітектор Людвік Станзані, але його було дещо змінено професором Київського університету Францом Меховичем, який завершував будівництво. Відповідно до зміненого проєкту портик храму став чотириколонним замість шести, а на кутах церкви з'явились невеличкі башти-дзвіниці. Храм мав шість бічних вівтарів та багатий інтер'єр. Будівництво тривало чверть століття і завершилося 1842 року.

### Діяльність
Церкві належала ділянка землі (майже половина сучасної вулиці Костельної по непарній стороні), яку займала римо-католицька плебанія — житлові будинки священика та послушників. Ще на початку XX століття прилеглі квартали були місцем компактного проживання польської спільноти. Храм був центром як духовного, так і громадського життя, зокрема, тут відбувалися виступи солідарності польської молоді у дні Листопадового повстання 1863–1864 років.
1879 році в Олександрійській церкві був охрещений майбутній художник Казимир Малевич.
На кінець XIX століття парафія Олександрівського храму становила понад 33 тисячі осіб (загальна кількість мешканців у Києві становила 188 488 осіб). В місті діяли домові Церкви в Київському університеті, Першій чоловічій гімназії, Інституті шляхетних дівчат та Кадетському корпусі.
Оскільки головний храм не міг вмістити усіх парафіян, з'явився другий київський католицький Костел Святого Миколая. Проте після його зведення, Олександрійський храм втратив домінуючу роль серед римо-католиків Києва й потихеньку почав занепадати.
У 1920—1930-х роках церква працювала в умовах радянського антирелігійного тиску. Священики парафії зазнавали постійних гонінь — майже всі вони були згодом репресовані. Останнім священиком Церкви був Сигізмунд Квасневський. 1937 року його заарештували і стратили. Відтоді церква Святого Олександра перестала функціонувати як храм. Її внутрішні приміщення були перебудовані. Під час Другої світової війни, з 1941 року, тут існувала греко-католицька парафія, яку організували священики з Галичини о. Кладочний та о. Процюк. Комуністична влада перетворила костел спочатку на чотириповерховий гуртожиток робітників «Київгазбуду» та «Міськторгвідділу», а 1952 року — на планетарій Київського університету. 1987 року планетарій переїхав до нової будівлі й церкву покинули. Будівля поступово руйнувалась. 1991 року її повернули римо-католицькій громаді Києва в аварійному стані.
В 1990 — 1994 роках церкву Святого Олександра реставрували. Перші богослужіння проводились просто на сходах та в портику храму, ще до повернення його вірянам у 1991 році. 7 жовтня 1995 року Церква була освячена вдруге. Вона має статус прокафедерального собору Києво-Житомирської дієцезії Римо-католицької церкви в Україні. 25 червня 2001 року церкву відвідав папа Іван Павло II під час свого візиту до Києва.
6 червня 2021 року піднесений до статусу Катедрального Собору.

## Настоятелі
- прелат Ян Крапан (1991–1997)
- Стефан Амєлявський MSF (1997–1998)
- канонік Віктор Маковський (1998–2004)
- Олександр Гурський (2004–2012)
- Віталій Безшкурий (2012 — 2018)
- Станіслав Інжиєвський (2018–2023)
- Віталій Луковський (2023–нинішній час)